# Корпус Генштаба
Корпус Генштаба (ивр. הגיס המטכ"לי‎, также известен как Корпус 446) — подразделение оперативного уровня Армии обороны Израиля, подчинённое Командующему Командованием сухопутных войск и состоящее из регулярных дивизий и резервных дивизий.
Корпус не является действующим подразделением в мирное время. Во время чрезвычайной ситуации или войны командир военного округа получает оперативное командование подразделениями в своём округе, что облегчает ему активацию сил в этом районе. Задача корпуса Генштаба в такой ситуации — активировать силы на тактическом и оперативном уровне и освободить командование военного округа для занятия оперативным планированием и стратегией.

## История
В Первой ливанской войне корпус под командованием Авигдора Бен-Галя был самым крупным тактическим соединением, которое ЦАХАЛ когда-либо формировал на поле боя.  За несколько месяцев до Второй ливанской войны было принято решение о расформировании корпуса и интегрировании его функций в Генеральный штаб ЦАХАЛа и штаб Северного военного округа . Поэтому корпус в этой войне участия не принимал. После Второй Ливанской войны командиром корпуса Генштаба был назначен Моше Иври-Сукеник. За прошедшие годы корпус перешёл из подчинения Северному военному округу в подчинение Генерального штаба.
4 июня 2025 года, по завершении службы генерал-майора Давида Зини посту командира Корпуса Генштаба и в рамках реорганизации, объявленной в мае 2025 года Начальником Генштаба армии генерал-лейтенантом Эялем Замиром, ставка командира корпуса была сокращена, и Корпус Генштаба был подчинён главе Командования сухопутных войск генерал-майору Надаву Лотану накануне запланированного расформирования корпуса.